# 雪鐵龍M35
雪鐵龍M35（法語：Citroën M35）乃是法國雪鐵龍汽車於1969年至1971年間開發製造的微型轎跑車。該車款有兩個特點：首先是雪鐵龍少數搭載單轉子汪克爾引擎的車款，其次是該車款從未正式發表上市，而是以實驗性質製造了267輛，以供該公司的忠實客戶或經銷商做各種駕駛測試。

## 歷史與概要
德國NSU車廠和雪鐵龍為了開發搭載汪克爾引擎的車輛，1967年4月雙方各出資50%在盧森堡成立寇摩托公司，並於1970年落成啟用。雪鐵龍採取較為保守謹慎卻緩慢的做法，以這家子公司生產的995c.c.單轉子KKM 613型汪克爾引擎搭配四速手排變速箱，可輸出49hp / 5,500rpm的最大馬力，最高時速90mph。原廠委託厄里耶公司製造車殼，雖沿用雪鐵龍Ami 8的外型，但車頭稍事修改以便容納散熱器。縱然這輛車流用了許多雪鐵龍Ami 8和雪鐵龍DS的元件，但大膽創新地採用液氣壓式懸吊系統。
並非所有人都能買得起M35，1969年時售價為14,000法郎，另一款熱銷的雪鐵龍DS入門級要價僅需13,800法郎；其次是雪鐵龍較為保守，畢竟這種1960年發明的新式發動機問世不到10年，原廠必須篩選一年里程數超過3萬公里的品牌忠誠客戶，以便測試汪克爾引擎的耐用度；第三是雪鐵龍一開始只打算製造500輛。所有出廠的M35在駕駛座側的葉子板上，皆有「Prototype Citroën M35 No.XXX」的編號。另外原廠也提供引擎兩年保固期限含道路救援服務，因為他們深知汪克爾引擎的缺點。為了蒐集更多資訊，原廠也要求各地修車廠要據實回報各輛M35的維修記錄，以便修正汪克爾引擎。
現存於世的M35不到100輛，譬如編號160、388號等二輛車現存於法國東南部的私人汽車博物館，編號169號置於雪鐵龍藝術學院展出，奇怪的是德國沃爾夫斯堡的福斯汽車城則收藏了一輛沒有編號的M35。

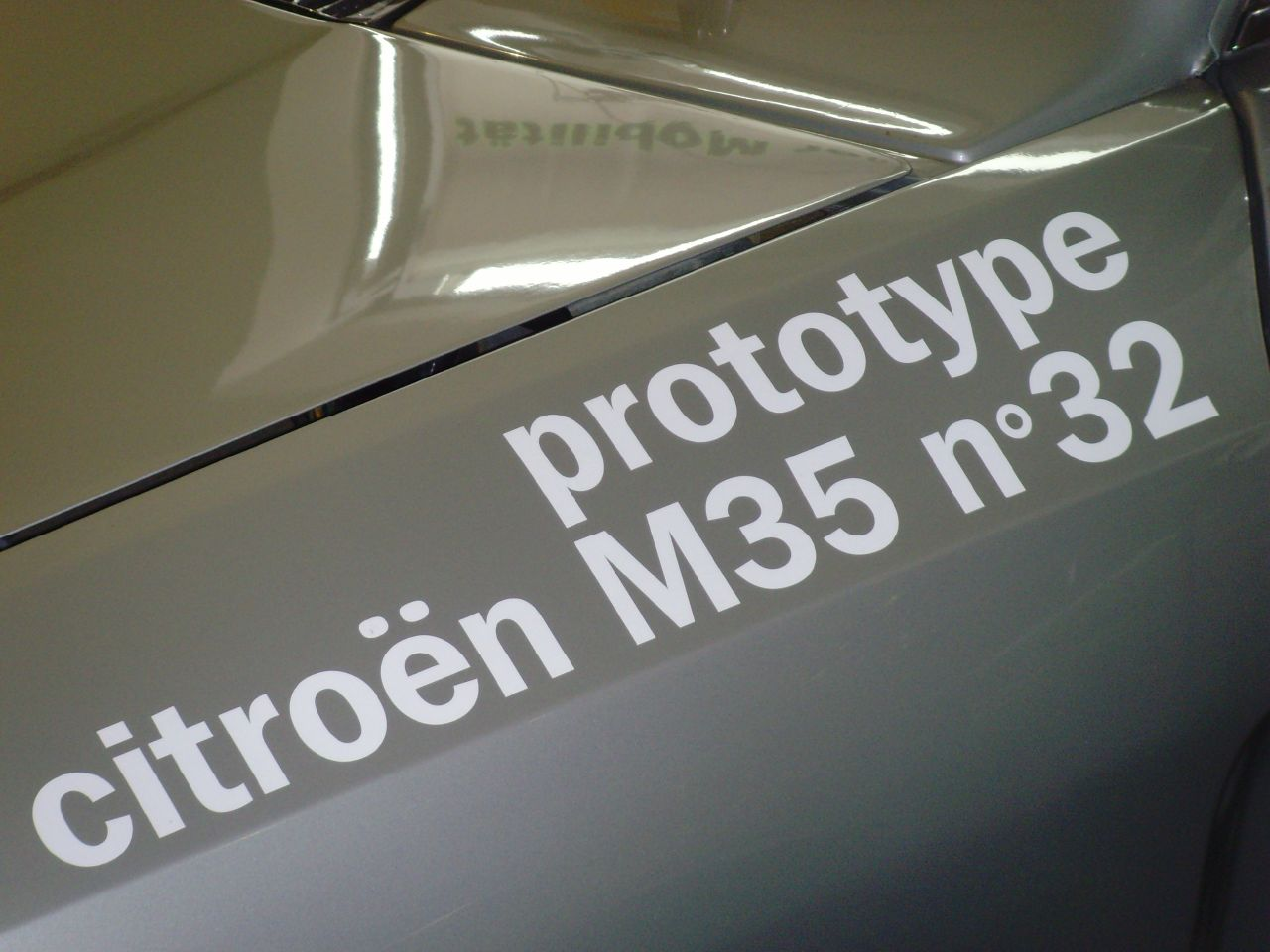
每輛M35駕駛座側的葉子板皆有編號
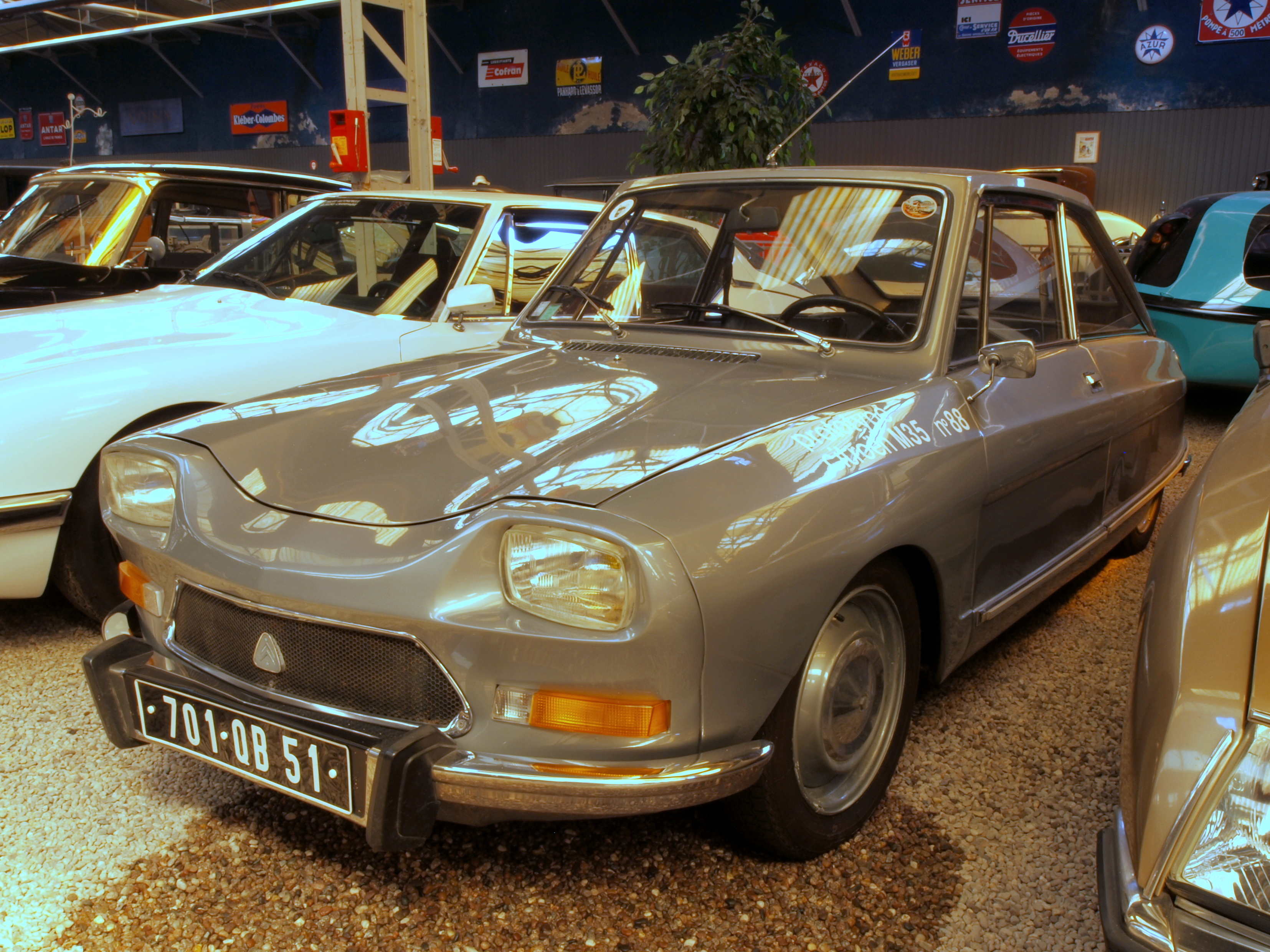
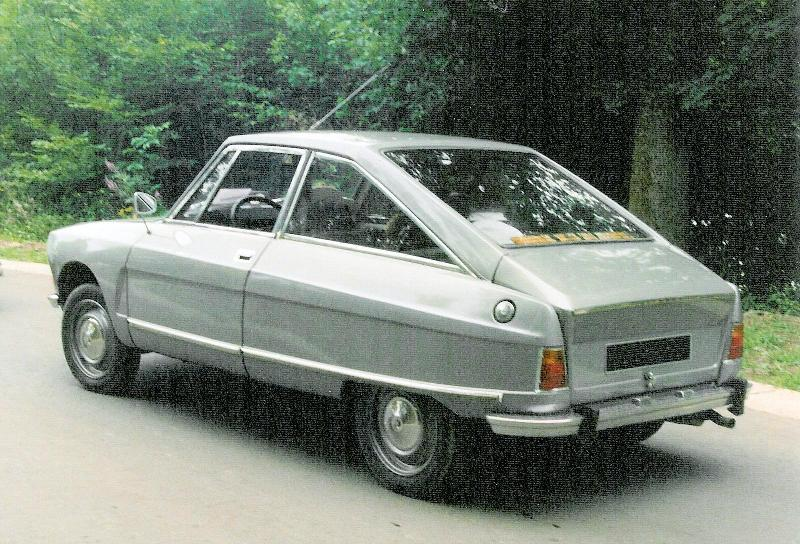
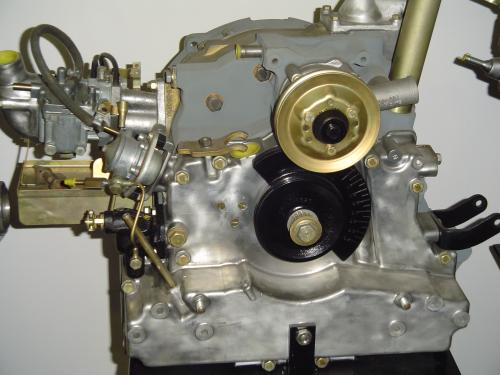
995c.c.單轉子汪克爾引擎

## 內部連結
- 汪克爾引擎
- 寇摩托公司

## 外部連結
- （英文）M35 Wankel engined coupé （页面存档备份，存于）